# Gambais
Gambais település Franciaországban, Yvelines megyében. Lakosainak száma 2513 fő (2022. január 1.). Gambais Bazainville, Bourdonné, Gambaiseuil, Grosrouvre, Maulette és Millemont községekkel határos.

## Népesség
A település népességének változása:
| Lakosok száma | 2402 | 2431 | 2509 | 2463 | 2479 | 2476 | 2469 | 2451 | 2513 |
|               | 2013 | 2015 | 2016 | 2017 | 2018 | 2019 | 2020 | 2021 | 2022 |